# توم إنغلهارد
توم إنغلهارد (بالإنجليزية: Tom Engelhardt)‏ هو كاتب ومؤلف أمريكي، ولد في 1944 في نيويورك في الولايات المتحدة.